# Toplița (Hunedoara)
Pour les articles homonymes, voir Toplița.
Toplița (en hongrois : Királybányatoplica) est une commune du Județ de Hunedoara en Transylvanie, (Roumanie).